# هشام بن حکم
هِشام بن حَکَم دانشمند علوم عقلی و از یاران جعفر بن محمد صادق، از امامان شیعه، و از نخستین متکلمین مسلمان و شیعه است که برای مناظره با جعفر بن محمد نزد ایشان آمده و سپس از مریدان وی گشته‌است. هشام مناظرات بسیاری با دانشمندان فرقه‌های مختلف اسلامی، همچنین زنادقه، دهریان و مادی‌گرایان داشته‌است و برخی مناظراتش در کتاب‌های تاریخی به صورت کامل نقل شده‌است. جعفر بن محمد بسیاری از یاران خود را از مناظره با فرقه‌های دیگر منع می‌کرد و هشام بن حکم را برای مناظره می‌فرستاد. از هارون الرشید نقل شده‌است که گفت: «زبان هشام از هزار شمشیر برنده‌تر است».
هشام متولد کوفه و رشدیافته واسط بود و در بغداد به پارچه فروشی مشغول بود. ابتدا بر مذهب جهمیه تعصب سرسختی داشت ولی با چند مناظره با جعفر صادق در جوانی به مذهب شیعه درآمد و از یاران جعفر صادق و پس از شهادت ایشان، از یاران خاص موسی بن جعفر شد.
هشام بن حکم همچنین از ناقلان حدیث امامان شیعه‌است و در این زمینه دست به تألیف نیز زده‌است. یکی از این احادیث، حدیث معروفی است که بر اساس آن عقل در کنار پیامبران و امامان یکی از دو حجت الهی خوانده می‌شود. دفاع هشام بن حکم از مذهب شیعه در مناظرات کلامی، سبب ترویج این مذهب بود و یاد نیک او بر زبان امامان بعد همچون علی بن موسی وامام محمد بن علی نیز جاری می‌شد.
در سال ۱۷۹ هجری قمری، از سوی هارون الرشید خلیفه عباسی، مورد تعقیب قرار گرفت و به کوفه گریخت و در آنجا بر اثر بیماری سختی درگذشت.
به گفته تذکره نویسان، هشام رساله‌هایی در رد ارسطو، معتزله، زنادقه و ثنویه نوشته بوده و آثاری نیز در بررسی مسائلی چون توحید، جبر و قدر، امامت، و حدوث اشیاء پدیدآورده است.